# جون ديفيد جاكسون
جون ديفيد جاكسون (بالإنجليزية: John David Jackson) (و. 1925 – 2016 م) هو رياضياتي، وكاتب غير روائي، وعالم نووي، وفيزيائي، وبروفيسور (أستاذ جامعي) من الولايات المتحدة الأمريكية . ولد في لندن .
وهو عضو في الأكاديمية الوطنية للعلوم .

## التعليم
تعلم في معهد ماساتشوستس للتقنية، وجامعة ويسترن أونتاريو

## مناصب وهيئات
أدار جامعة كاليفورنيا، بركلي.

## جوائز
حصل على جوائز منها:
- زمالة غوغنهايم.